# Đảng Thăng Tiến Việt Nam
Đảng Thăng Tiến Việt Nam (tiếng Anh: Vietnam Progression Party), là một đảng chính trị ở hải ngoại và Việt Nam, được thành lập vào khoảng tháng 8 năm 2006. Là một thành viên của Khối 8406 kêu gọi dân chủ đa nguyên tại Việt Nam theo phương thức bất bạo động.

## Mục tiêu
Theo như cương lĩnh của tổ chức này, họ có mục tiêu chính trị bao gồm thành lập một chính phủ Việt Nam đa nguyên, lật đổ quyền lực của Đảng Cộng sản Việt Nam, không đồng ý việc đổi mới dựa trên hệ thống chính trị hiện tại của Việt Nam. Cụ thể là 7 điều:
1. Thăng tiến Tổ quốc Việt Nam về các phương diện kinh tế, chính trị, xã hội, văn hóa, tâm linh để Dân tộc được sống trong một Đất nước hòa bình, độc lập, tự do ; Xã hội đạo đức, văn minh ; Quốc Dân thịnh vượng, hạnh phúc.
2. Tạo THẾ và LỰC để hình thành một Chính phủ Việt Nam dân chủ đa nguyên pháp trị.
3. Quy tụ các Chiến sĩ Dân chủ Hòa bình quốc nội và hải ngoại có tinh thần yêu nước, yêu chuộng hòa bình, công lý, tác phong đạo đức, lập trường trong sáng thành một Chính đảng, để cùng với các Chính đảng Dân chủ phi cộng sản khác, trực diện đấu tranh bất bạo động với đảng Cộng sản Việt Nam (ĐCSVN), nhằm mục đích xây dựng một Hiến pháp mới, để người Dân thực hiện quyền làm chủ Đất nước của mình thông qua cuộc tổng tuyển cử tự do với sự tham gia tranh cử bình đẳng của tất cả các Chính đảng ; qua đó nắm quyền lãnh đạo và quản lý Đất nước.
4. Hỗ trợ, đào tạo và ủng hộ mọi nhân tài có lập trường trong sáng, tác phong đạo đức để họ có đủ năng lực phục vụ Dân tộc trong một Chính phủ Dân chủ đa nguyên văn minh.
5. Tạo cơ hội cho tất cả mọi cá nhân hoặc thành viên thiện chí -của bất cứ tổ chức, đảng phái nào- muốn tham gia đấu tranh cho một Đất nước Việt Nam dân chủ, tự do, đa nguyên, pháp trị thật sự.
6. Bênh vực và bảo vệ các quyền lợi hợp pháp của toàn thể Đồng bào Việt Nam, không phân biệt chủng tộc, văn hóa, tôn giáo, chính kiến, quốc nội, hải ngoại, cụ thể là :  a. Các Nhân quyền và Dân quyền cơ bản (26 quyền, xem tài liệu đính kèm).  b. Các phúc lợi an sinh, xã hội theo tiêu chuẩn quốc tế.  c. Tái lập và thực thi các quyền tư hữu trọn vẹn và chính đáng của toàn Dân.
7. Bảo vệ chủ quyền, toàn vẹn lãnh thổ và quyền lợi của Dân tộc và Tổ quốc Việt Nam trước Quốc tế.

## Bắt giữ
Theo như chính phủ Việt Nam, tổ chức này đã liên kết với các đảng chính trị khác như Đảng Vì dân, dự định tổ chức công khai hoá cái gọi là "Liên đảng Lạc Hồng" vào đêm giao thừa Tết Đinh Hợi năm 2007, bằng các hình thức tán phát tài liệu, cương lĩnh, điều lệ trên Internet và công bố trên đài phát thanh phản động ở hải ngoại nhưng đã sớm bị phát hiện và ngăn cản
Theo đó vào ngày 29 tháng 1 năm 2007, Nguyễn Phong, trưởng ban thành lập đảng Thăng Tiến Viêt Nam đã bị bắt khi trên đường từ Huế vào Thành phố Hồ Chí Minh. Sau đó là Lê Thị Công Nhân, phát ngôn viên của đảng cũng bị bắt tạm giam vào ngày 6 tháng 3 tại Hà Nội với cáo buộc hoạt động "tuyên truyền chống Nhà nước Cộng hòa Xã hội chủ nghĩa Việt Nam".
Phiên tòa xét xử diễn ra vào ngày 30 tháng 3 tại Tòa án nhân dân tỉnh Thừa Thiên-Huế với nhiều thành viên khác của Đảng Thăng Tiến Việt nam và Khối 8406, bao gồm Linh mục Tađêô Nguyễn Văn Lý được cho là chủ mưu lãnh đạo toàn bộ sự việc.
Tại phiên tòa xét xử công khai, Hội đồng xét xử đã tuyên phạt hành vi tuyên truyền chống Nhà nước CHXHCN Việt Nam của Nguyễn Văn Lý theo Điểm a, Điểm c, khoản 1, Điều 88 Bộ luật Hình sự nước CHXHCN Việt Nam: Nguyễn Văn Lý 8 năm tù giam và 5 năm quản chế tại nơi cư trú sau khi mãn hạn tù. Các bị cáo còn lại đều bị xử phạt theo Điểm c, Khoản 1, Điều 88: Nguyễn Phong 6 năm tù giam và 3 năm quản chế tại nơi cư trú sau khi mãn hạn tù; Hoàng Thị Anh Đào (Thư ký Đảng Thăng Tiến) 2 năm tù nhưng cho hưởng án treo, thời gian thử thách là 3 năm.
Riêng với Lê Thị Công Nhân Vào ngày 11 tháng 5 năm 2007, sau hơn hai tháng bị tạm giam, cô và Nguyễn Văn Đài (thuộc Khối 8406) được đem ra xét xử. Cô bị kết án 4 năm tù giam và 3 năm quản chế. Sau khi được thả vào năm 2010, cô vẫn bị công an bắt giữ nhiều lần.